# Češi ve Vídni

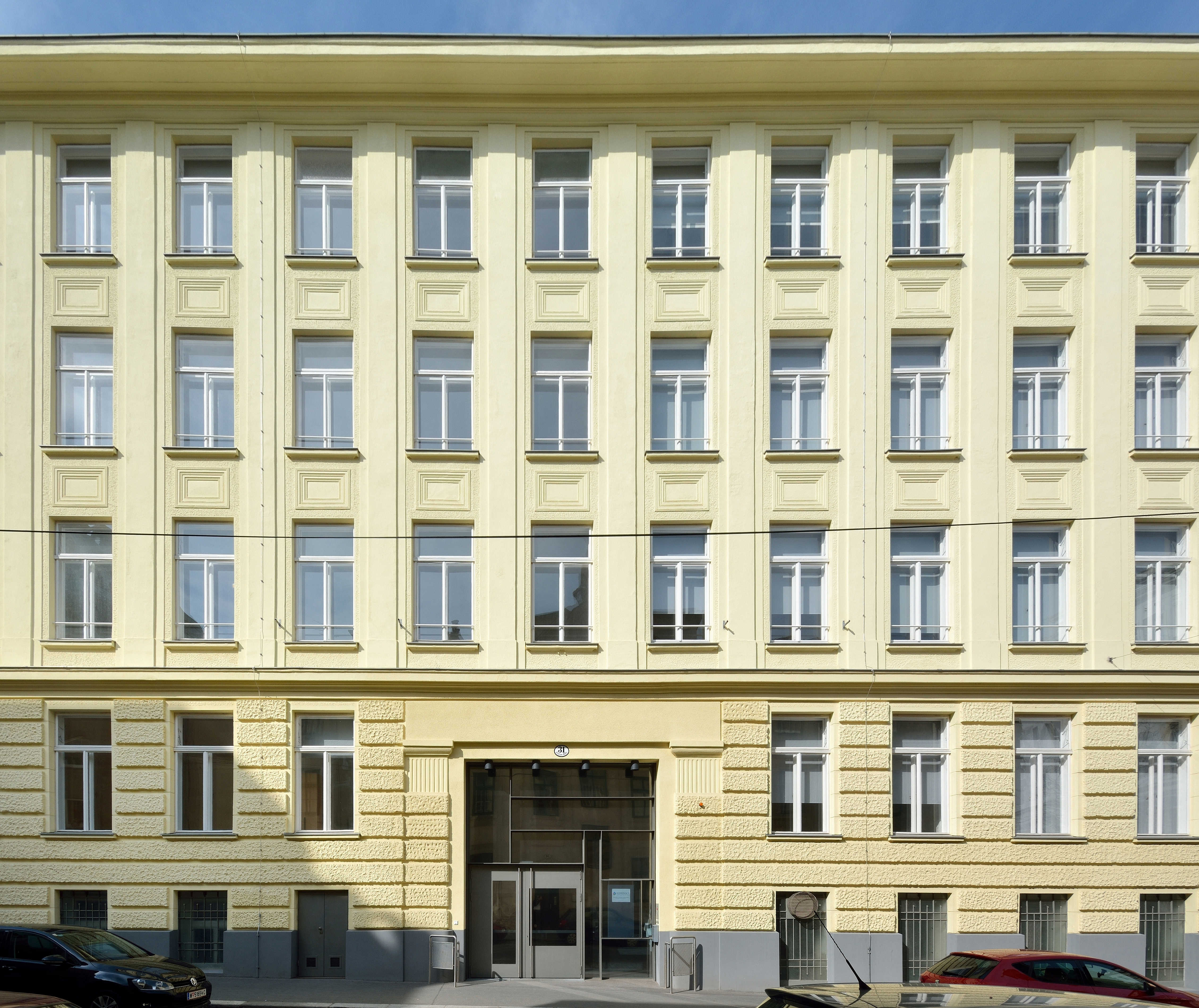
Komenského gymnázium ve Vídni

Češi ve Vídni je označení české menšiny, žijící ve Vídni. Češi byli v době rakousko-uherské monarchie po německy hovořících národnostech druhou nejpočetnější národnostní skupinou ve Vídni. Hlavní říšské a sídelní město Vídeň tak bylo několik staletí po Praze městem s druhou největší českou populací.

## Vývoj českého osídlení

### Počátky
Za vlády krále Přemysla Otakara II. okolo roku 1250 se ve Vídni usídlili první Češi z českých zemí. Po své smrti v bitvě na Moravském poli byl Přemysl Otakar II. nejprve vystaven po třicet týdnů na márách ve vídeňském minoritském kostele a v roce 1279 byl pohřben v kryptě klášterního kostela minoritů ve Znojmě. Teprve o 18 let později, roku 1296, byly jeho tělesné ostatky převezeny do Prahy. Jeho srdce však zůstalo ve Vídni.

### Vláda Habsburků

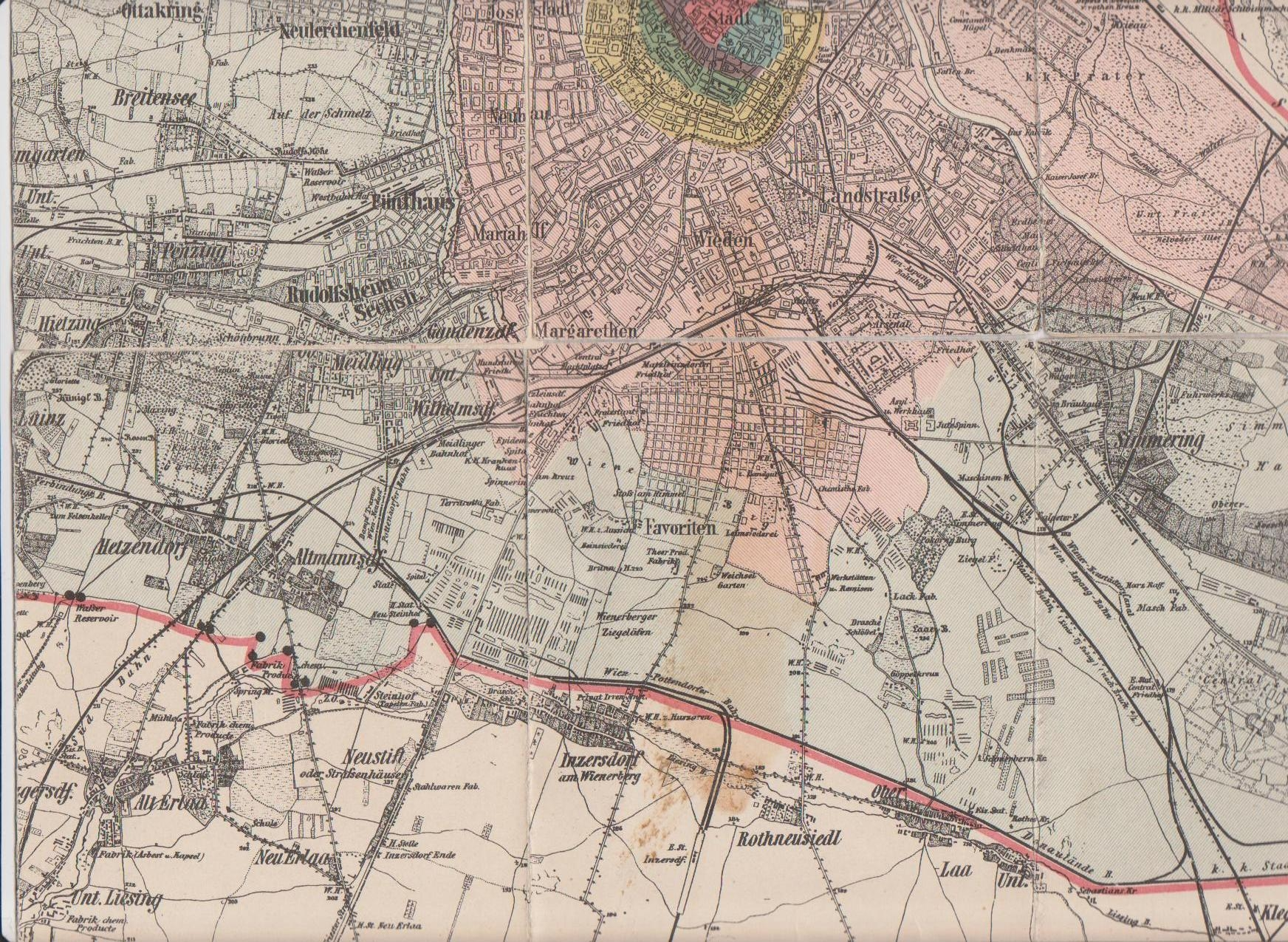
Plán jižních předměstí Vídně z roku 1892 zachycující i českou čtvrť Favoriten

Přesídlení císařského dvora z Prahy do Vídně znamenalo také přestěhování šlechticů, kteří museli být zastoupeni u dvora, včetně jejich rodin a služebnictva. Zástupci střední a nižších sociálních vrstev je následovali. Ve druhé polovině 18. století příliv zesílil. Přistěhovalci se usazovali nejprve především ve dnešních obvodech Landstraße a Wieden.
Císař Josef II. se začal u Jana Václava Pohla učit česky a na Tereziánské vojenské akademii ve Vídeňském Novém Městě zavedl češtinu jako učební obor. Císařské nařízení z roku 1778 dává instrukce, že na předměstí Wieden – k němuž patřily též části dnešního obvodu Favoriten – musí být zveřejňovaná oznámení také v českém jazyce.
Roku 1856 měl být založen první český spolek Slovanský pěvecký spolek, ten však byl příslušnými úřady schválen teprve roku 1862. Každý „národní kmen“ měl sice podle říšského zákona od 21. prosince 1867 požívat práva na jazykovou rovnoprávnost a tím pádem také právo na vlastní veřejné školy, avšak v Dolních Rakousích (tudíž také ve Vídni) žijící Češi nebyli uznáváni jako „národní kmen“ a proto český jazyk nebyl uznán jako „používaný jazyk“. Tento fakt způsobil značné problémy při zakládání škol.

### Po vzniku ČSR
28. října 1918 vznikla Československá republika, čímž vídeňští Češi získali určitou ochranu, která však jen díky několika dodatečným smlouvám získala mezinárodní podporu. Přesto si v lednu 1923 Johann Klimeš ve vídeňské obecní radě stěžoval na to, že pro přijetí k vídeňskému profesionálnímu hasičskému sboru nebylo třeba pouze rakouského státního občanství, nýbrž také příslušnost k německé národnosti.[zdroj?]
Pro nezaměstnané a osoby v nouzi s československým občanstvím žijící ve Vídni se otázka státní podpory stala otázkou přežití. Aby se československá vláda vyhnula uplatňování stejných měr na nezaměstnané Rakušany v Československu, vyprovokovala Rakousko k regulaci počtu Čechů v Rakousku a své občany podpořila přes generální konzulát.[kdy?][zdroj?] Šlo o postup, který byl ve Vídni vycházejícím deníkem Vídeňské dělnické listy („Wiener Arbeiterblätter“) ostře kritizován.

## Obyvatelstvo
O počtech obyvatelstva Vídně a jeho složení zčásti existují jen nepřesné údaje.

### Monarchie

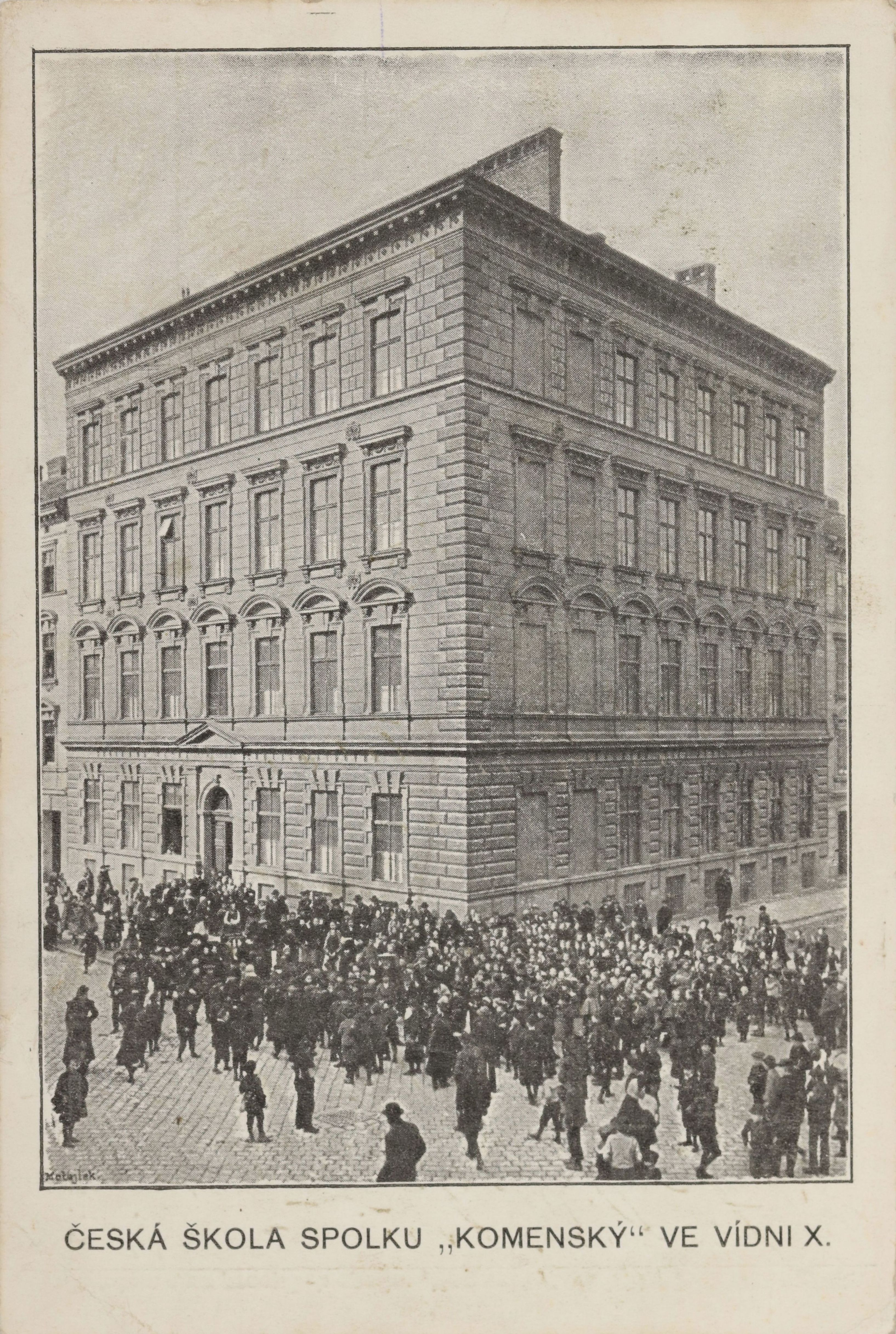
Česká škola spolku „Komenský“, Quellenstraße 72

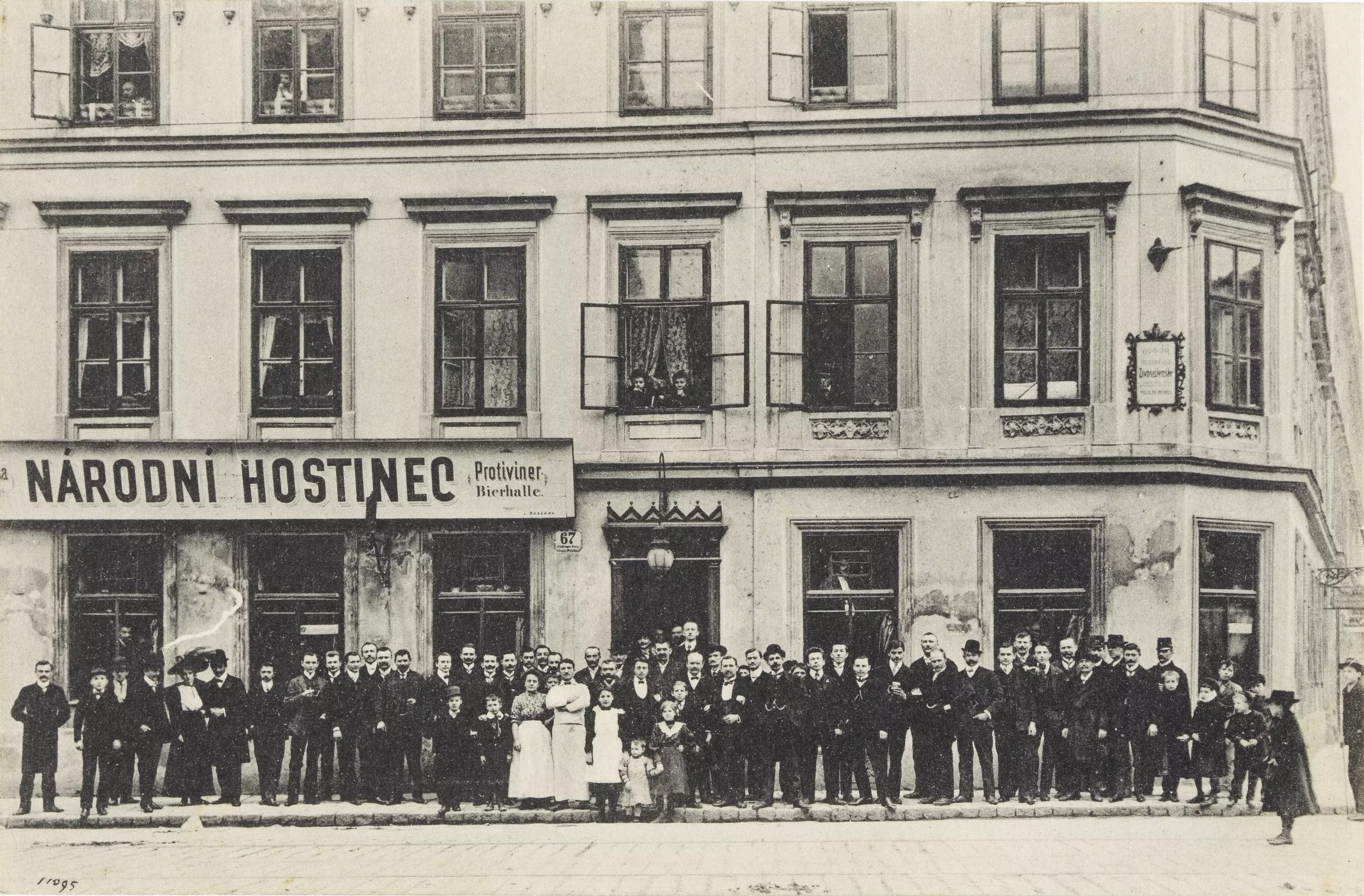
Národní hostinec na Ottakringer Straße 67

V rakouské části Rakousko-Uherska se národnost zjišťovala na základě uvedení hlavní komunikační řeči, tzv. obcovací řeči (německy Umgangssprache). Vídeňští Češi si stěžovali, že sčítací komisaři škrtají jejich přihlášení se k češtině jako své obcovací řeči s tím, že ve Vídni je obcovací řeč němčina.
Podle sčítání obyvatelstva žilo v roce 1900 Vídni okolo 1,6 miliónů lidí všech národnostních skupin Dunajské monarchie. Oficiálně se přihlásilo 102 974 osob, které užívaly češtinu jako svého obcovacího jazyka. Jelikož však výraz „obcovací jazyk“ (německy Umgangssprache) nebyl jasně definován, odhaduje se skutečný počet Čechů asi na 250 000 až 300 000. Na základě úředních statistik byla tehdy Vídeň druhé největší české město v Evropě. Podle Karla Marii Brouska se v monarchii sčítání obyvatelstva provádělo vždy ke konci roku, kdy se sezónní pracovníci nacházeli ve své domovině (a tudíž nebyli ve Vídni statisticky evidováni). Navíc ze strany politiků a úřady města Vídně a německými politickými uskupeními přicházely jasné signály, že chtějí Vídeň zachovat jako německé město. Tato především proti českému vlivu namířená politika našla u německé většinového obyvatelstva velkou podporu. Lze předpokládat, že strach z možných následků při pravdivém uvedení českého jazyka, mnoho vídeňských občanů přiměl, aby se prohlásili za Němce. Proto se odhady skutečného počtu vídeňských Čechů tak drasticky liší od oficiálních údajů.
Podle sčítání obyvatelstva bylo k 31. prosinci 1910 ve Vídni přítomno 255 869 osob narozených v Českém království, když ve stejnou dobu bylo v Královském hlavním městě Praze přítomno 223 737 osob, v okolních okresech (Brandýs, Karlín, Smíchov, Vinohrady a Žižkov) však dalších 563 810.
V roce 1911 starosta Neumayer a magistrát města Vídně uložili městským dětským útulkům, aby pěstounům neněmecké národnosti nesvěřoval žádné magistrátní děti a „těm rodinám, u kterých bylo lze předpokládat jako dorozumívací jazyk češtinu, svěřence okamžitě odebrat“.
Pokud do Vídně přistěhované osoby – lhostejno, jaké národnosti, s výjimkou Čechů – zchudly nebo přišly o střechu nad hlavou, hrozil odsun do jejich domovské obce. Pouze domovské obce měly povinnost poskytovat sociální pomoc. Udílení domovského práva ve Vídni bylo od roku 1863 silně omezeno. V roce 1880 bylo asi 7 051 osob z Vídně odsunuto, z toho: 2 222 osob do Čech, 1 503 na Moravu, 225 do Slezska, 139 do Haliče, 900 do Uher a 312 do Německa. Obecní státu vstoupivší v platnost 28. března 1900 ukládal každému občanovi, který se ucházel o domovské právo ve Vídni, aby doložil čestné prohlášení o tom, že podle svého svědomí a vědomí chce zachovávat německý charakter města. V roce 1901 byl uzákoněn právní nárok na udílení domovského práva po nejméně desetiletém pobytu v jedné obci.
Podle nařízení starosty Luegera mohl po roce 1897 občan získat obecní pracovní místo od města Vídně, pouze pokud náležel k německé národnosti. V roce 1901 toto nařízení ještě zpřísnil na povinné veřejné přihlášení k německému jazyku.

### Rakouská první republika
Zánik monarchie a založení Československa vedly k masivní vlně vystěhovalectví, které trvalo až do zániku 1. rakouské republiky v roce 1938. Odchod z Vídně se týkal československé vlády a především dosavadních c. a k. a c.k. úředníků a pracovních sil s vyšší vzděláním, kteří měli být díky svým odborným znalostem pomoci budovat nový stát.
Při prvním poválečném sčítání obyvatelstva roku 1923 se rozlišovalo mezi českým a slovenským jazykem obcovacím jazykem. Česká média a organizace ve Vídni vyzývaly své členy k tomu, aby se ke svému českému původu hlásili. Oproti nerealistickým odhadům o 250 000 osobách, se přihlásilo 81 345 Vídeňanů k jednomu z obou jazyků: 79 278 čeština a 2 066 slovenština. V roce 1925 vznikla Československá menšinová rada pod vedením Antonína Macháta. V radě byli zastoupeni zástupci československých politických stran v Rakousku.
Při dalším sčítání obyvatelstva 22. března 1934 sehrály velmi významnou roli události únorové občanské války.
Dne 8. května 1937 se konala v 5. okrese na Margaretenplatz 7 ustavující valná hromada Svazu čs. tělocvičných spolků.

### Doba nacionálního socialismu

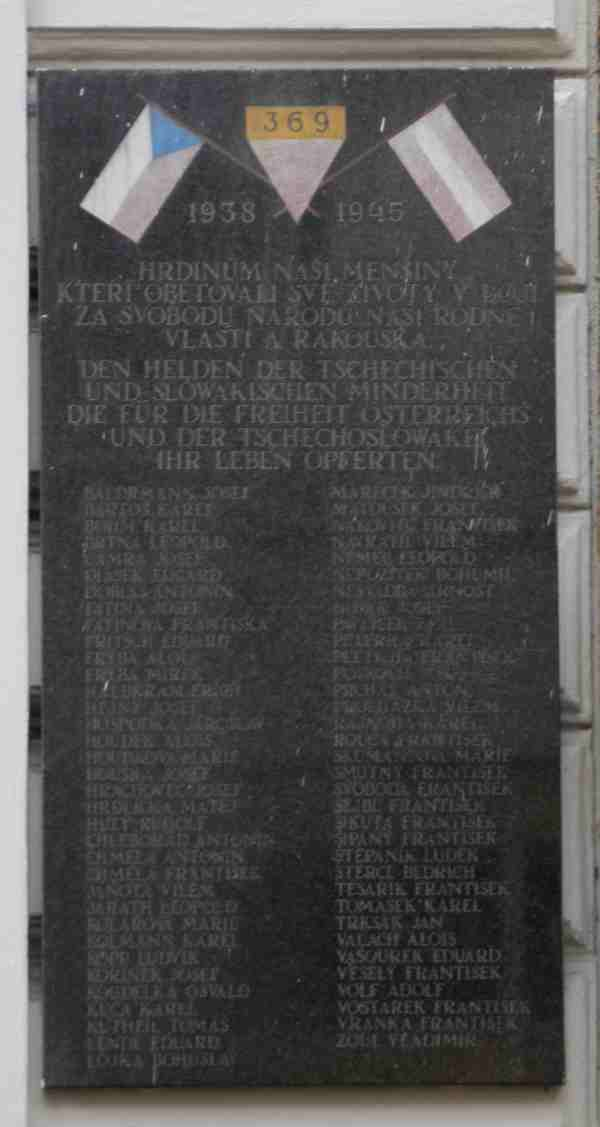
Pomník ve Vídni, připomínající Čechy, popravené v době Velkoněmecké říše

Likvidace čs. vyslanectví
Jak oznamuje Neue Freie Presse z Prahy, bude vyslanectví Čs. republiky ve Vídni úřadovati do 15. dubna a v druhé polovici dubna bude likvidováno. Po likvidaci zůstane ve Vídni jen generální konsulát.
Vídeňské noviny, 17. března 1938, s. 2
Dne 14. března 1938 vyšlo v tiskovém menšinovém orgánu Vídeňské noviny na titulní stránce prohlášení čs. menšiny o loajalitě k novému státu, kterou opětovně potvrdili zástupci československých menšinových spolků, sdružených v Československé menšinové radě, před dubnovým plebiscitem 22. března 1938 při schůzce se starostou Vídně Hermannem Neubacherem. Předseda menšinové rady Alois Jošt Neubachera ujistil, že čs. menšina je živlem naprosto loajálním a že její příslušníci, i přes věrnost k mateřské řeči a svému národu, si plní řádně své občanské povinnosti k novému státu. Antonín Machát, bývalý zemský poslanec, připomenul některé neblahé zkušenosti za dřívějšího režimu.
Roku 1939 se konalo poslední sčítání obyvatelstva před druhou světovou válkou. Otázka mateřského jazyka byla otevřena. Mnoho Vídeňanů, kteří dávno hovořili převážně německy, udávali (ze strachu z nacistické diktatury?) často pravdivě, češtinu jako mateřský jazyk: 56 248 osob uvedlo češtinu nebo slovenštinu, což bylo asi o 42 % více než v roce 1934.
Během druhé světové války přibylo cca 40 000 především mladých Čechů na nucené práce do Vídně a okolo 35 000 do Dolního Rakouska, do tehdejší říšské župy Niederdonau. Jelikož žili většinou pod přísným dozorem v táborech, měli mizivý vliv na ve Vídni usazené Čechy.

### Rakouská druhá republika
Bezprostředně po druhé světové válce došlo k další, početně přesně nevyčíslené vlně přistěhovalectví do válkou málo zasaženého Československa, kam se vlády snažily nalákat na majetek zůstavší po vysídlených německých obyvatelích (především rukodělné závody a zemědělské statky). Převzetí moci komunisty po únorovém puči roku 1948 vyvolalo další slabší přistěhovaleckou vlnu, tentokrát opět směrem do Rakouska. Ta byla vyvolána odmítnutím komunistické ideologie a vyvlastněním soukromého majetku výrobních podniků – odkud se také často rekrutovali noví vlastníci – skrze nové držitele moci. Následné rozštěpení Čechů usazených ve Vídni do prokomunistické frakce sympatizující s Prahou a do dalšího, demokraticky orientovaného uskupení, prakticky znemožnilo záměr propagace přihlášení se k české národnostní skupině, a tudíž při sčítání obyvatelstva roku 1951 bylo ve Vídni oficiálně zjištěno pouze 4 137 Čechů a Slováků.
Po potlačení pražského jara v roce 1968 zůstalo ve Vídni asi 11 000 občanů ČSSR, kteří zde žádali o azyl. Tyto osoby sice měly podporu od demokratických spolků, nicméně rozdílné názory mezi oběma uskupeními vedly k rozepřím, které přinejmenším ztěžovaly spolupráci spolku. Roku 1976 byli vídeňští Češi podle zákona o národnostních skupinách společně s hradskými Chorvaty, hradskými a vídeňskými Maďary, korutanskými Slovinci, hradskými Romy a Slováky uznáni jako samostatná autochtonní národnostní skupina. V jednom z nařízení rakouské spolkové vlády z 18. ledna 1976 byl stanoven český národnostní poradní sbor o deseti členech, přičemž jmenování pěti členů měla navrhovat sdružení poradního sboru národnostních skupin. Avšak kvůli vnitřním sporům došlo k ustavení českého poradního sboru národnostní skupiny teprve v roce 1994.

## Politika

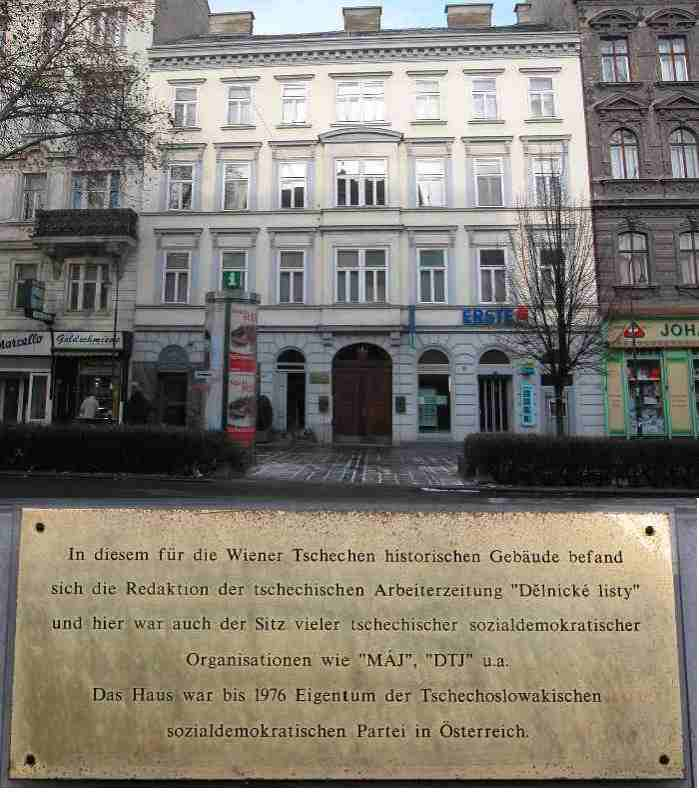
Někdejší dům českých socialistů ve Vídni, na Margaretenplatz 7

### Monarchie
Československá sociálně demokratická strana byla založena 7. dubna 1878 v Praze. V roce 1881 přesídlilo vedení strany z Prahy do říšského a rezidenčního města Vídně, kde roku 1902 na Margaretenplatzu – od pár minut chůze vzdáleného Vorwärts-Gebäude německo-rakouských sociálních demokratů - získala dům č. 7. Rok 1881 však také přinesl zatčení předsednictva Československé sociálně demokratické strany a množství dalších funkcionářů. V roce 1884 byl zakázán oficiální list Arbeiter-Blätter („Dělnické listy“), později však bylo vydávání opět povoleno a roku 1900 se stal pravidelným deníkem. Roku 1897 v Praze Václavem Klofáčem založená Národní sociální strana rozdělil také české dělnictvo na sociálnědemokratickou a nacionálně-sociální skupinu.
Při volbách německo-rakouští a čeští sociální demokraté úzce spolupracovali. Tak bylo zveřejněno nejen volební prohlášení z 9. ledna 1897 v pěti jazycích, nýbrž také zohledněno národnostní složení volebního obvodu při jmenování kandidátů. Ve vídeňských obvodech Margareten, Mariahilf, Meidling a Hietzing vystoupil Antonín Němec, předseda české odborové centrály, proti německému křesťanskosociálnímu Luegerovi. V rámci německé odborové organizace se organizovali Češi a Slováci ve vlastních odborech: v roce 1896 založil Karl Kořínek Cihlářskou unii (Ziegelarbeiterunion tzv. Ziegelbehm), následovanou spolkem čističů kanálů a slovenským spolkem uhlířů. Tento způsob spolupráce sociálních demokratů byl však úspěšný, pouze pokud se jednalo o konkrétní odborové zájmy.

### Říšská rada
K říšské radě rakouské části říše ve Vídni náleželi také čeští poslanci organizovaní v pěti frakcích. Dříve byli v korunních zemích Čechy a Morava voleni přímo na návrh c.k. vlády, jelikož zemské sněmy se delegování členů bránily. Důvodem pro odmítání byl názor, že Říšská rada není kompetentním orgánem pro Země Koruny české, takovým by byl pro tyto země v Praze zřízený vlastní parlament.
Říšská rada tvořená zástupci osmi národností byla svolávána, odročována, či rozpuštěna pro jednotlivá zasedací období císařem. To znamenalo, že nebylo nutné, aby poslanci byli ve Vídni stále.

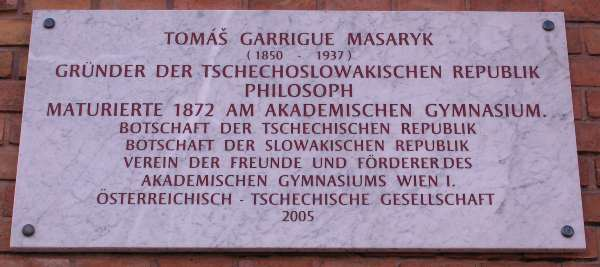
Tomáš Garrigue Masaryk na vídeňském Akademickém gymnáziu

Pro události českých dějin nejdůležitějším členem říšské rady, který současné vycházel z okruhu vídeňských Čechů, byl pozdější československý prezident Tomáš Garrigue Masaryk. Dalších 16 českých ministrů meziválečné doby vyšlo z řad poslanců Říšské rady, která proto byla označována za politické vzdělávací místo pro politiky nástupnických států. Vzešla z ní trojice pozdějších čs. předsedů vlády:
- Karel Kramář
- Vlastimil Tusar
- František Udržal

Nechvalně proslulou byla frakce mladočechů pro své hlučné excesy, způsobované mlácením donesenými předměty do lavic v Říšské radě, kdykoli byl odmítnut český sněmovní návrh. Jednací řád říšské rady nedával předsedovi možnost, aby rušící poslance ze sezení vyloučil. Obstrukční politika, kromě Čechů žádnou jinou národností v monarchii neprovozovaná, vedla často k dlouhým odkladům zasedání říšské rady. Během této doby byly naléhavé otázky schvalovány c.k. vládou navrhovanými císařskými výnosy.

### První světová válka
Po atentátu v Sarajevu na následníka trůnu Františka Ferdinanda d'Este došlo ve Vídni vedle protisrbských také k protičeským výtržnostem. Ve Škole Komenského (Komensky-Schule) byly roztlučeny okenní tabule, a pouze velké nasazení policie zabránilo nejhoršímu. Vypuknutí války ještě více zatížilo Školu Komenského, když byli učitelé povoláni do armády, společně s dlouhodobě stále nepříjemnějšími finančními potížemi. Ačkoli se vídeňští Češi snažili, nedávat úřadům žádné záminky k rozpuštění českých organizací – především školského spolku, přesto byla vídeňským magistrátem zablokována a dána k dispozici škola na Schützengasse jako lazaret ministerstvu války. Spolkový život Čechů se omezoval stále více na sociální poskytování pomoci především raněným českým vojáků vídeňských lazaretech. Rakouské úřady sice během celé války nerozpustily žádný český spolek, nicméně kontrolovaly jejich činnost a deníky s proměnnou precizností. Jediný spolek, založený během války, bylo České srdce (Tschechisches Herz). Smyslem spolku byly humanitární úkoly, neoficiálně se však přitom jednalo také o nástupce české národní rady, jenž se rozpustil roku 1915. Během krátké doby mohly být v celé Vídni založeny četné vedlejší spolky.
Vztah obou deníků Vídeňský deník (Wiener Tagblatt) a Dělnické listy k Dunajské monarchii byl veskrze loajální. Zprávy z fronty byly komentovány souhlasně, kritické byly pouze v souvislosti s národnostními otázkami. Teprve až když se ukázalo, že vláda nechce národnostní otázku řešit ve prospěch Čechů, byl postoj deníků odmítavý. Manifest císaře Karla I. byl sice 19. října 1918 ve Vídeňském deníku otištěn, avšak na téže stránce zároveň odmítavě komentován.

### Rakouská první republika
Ústavních voleb pro Německé Rakousko ze 16. února 1919 se zúčastnily Spojené strany československé (Vereinigten tschechoslowakischen Parteien) a dostaly 67 514 hlasů (z toho 65 132 ve Vídni), čímž získaly jeden mandát (žádost těchto poslanců v parlamentu používat svůj mateřský jazyk nebyla ostatními poslanci podpořena). Také v dolnorakouských volbách do zemského sněmu 4. května 1919 (kdy byla Vídeň součástí této spolkové země) vystupovali Češi a Slováci společně a získali 55 810 hlasů.
Čeští vídeňští sociální demokraté byli až do prosince 1919 napojeni na stranickou centrálu v Praze. Teprve 7. prosince 1919 byla založena Česká strana sociálnědemokratická v Rakousku. Zakládací stranický sněm se ovšem konal teprve počátkem roku 1921. Program strany obsahoval dva národní požadavky (záruku vzdělání v mateřském jazyce, spojení dolnorakouských území mimo Vídeň a vídeňského území v jeden volební okrsek za účelem navýšení šancí na mandát). Další body volebního programu již byly pojaty celo-rakousky a povětšinou sociálně. Zástupci strany byli Antonín Machát, František Strnad, Josef Petrů a Bedřich Čepelka. Kromě různých straně blízkých sportovních, vzdělávacích volnočasových spolků, existovala také česká sekce organizace Republikanischer Schutzbund, rakouské Socialně-demokratické dělnické strany (SDAP).
České národní socialisty, kteří se oproti sociálním demokratům vyznačovali silně nacionální povahou, zastupoval například Johan Klimeš. Česká sekce Komunistické strany Rakouska (Komunistischer Partei Österreichs, KPÖ) měla své sídlo (Sekce III. Internacionály) v 16. okrese na Alser Straße, její organizace Proletkult měla na starosti kulturní záležitosti.
Křesťanští voliči se cítili být nejlépe zastoupeni Československou lidovou stranu v Rakousku (Tschechoslowakische Volkspartei in Österreich). S tou spolupracovaly také československé křesťanské odborové skupiny. František Karlický a Otto Růžička byli nejznámějšími zástupci československé lidové strany v Rakousku. V Dolním Rakousku žijící čeští zemědělci byli v Rakousku zastoupeni českou agrární stranou. Roku 1922 založili čeští živnostníci a obchodníci vlastní stranu s Gottliebem Bucharem v čele.
Po únorové občanské válce v roce 1934 byla Sozialdemokratische Arbeiterpartei Österreichs a Česká strana sociálnědemokratická v Rakousku zakázána, do konkurzu šly také sociálně demokratické hospodářské organizace (Arbeiterbank) a spotřební družstva, zrušeny byly mandáty všech sociálně demokratických činitelů v obecní, okresní i zemské samosprávě, ale také všechny levicové spolky československé menšiny: Kraj Dělnických tělocvičných spolků v Rakousku, DTJ Jarost Vídeň V., Dělnické tělocvičné jednoty v XI., XV. a XX. okrese a spolky dělnických kolojezdců Vpřed a Rovnost. Komunistická strana Rakouska s českou sekcí a spolkem „Proletkult” působila v podzemí už od roku 1933. Povoleny zůstaly jenom spolky katolické (např. Orel, České srdce) a národnostní (Sokol). Spolky pracující s mládeží jako sokolská župa a „Junák Volnosti” (Gauverband der n.ö. Sokolvereine, Skautenstamm) se nakonec od 28. června 1937 musely přizpůsobit zákonu o mimoškolní vlastenecké výchově mládeže z 29. srpna 1936 (Bundesgesetz über die vaterländische Erziehung der Jugend außerhalb der Schule), stát se členy zastřešující jednotné organizace Österreichisches Jungvolk a do stanov zakotvit výchovu v rakousko-vlasteneckém duchu (Erziehung im vaterländisch-österreichischen Sinne).
Vyslanec dr. Ferdinand Veverka ve Vídni. V pátek v poledne (18. září 1936) byl přijat spolkovým presidentem Miklasem nový vyslanec československé republiky dr. Ferdinand Veverka, aby mu odevzdal pověřovací listiny. Přijetí konalo se za obvyklých slavnostních formalit. Na náměstí před úřední budovou spolkového presidenta stála čestná rota s hudbou, která vzdala čest oběma rakouským státním autům, v nichž jeli vyslanec Veverka, legační radové Bořek-Dohalský a Šrom a vojenský přidělenec podplukovník Kučera. Ve svém projevu vyslanec dr. Veverka ukázal na společné zájmy obou sousedních zemí. Zeměpisná poloha a dějinný vývoj, pravil vyslanec, přikazují vytvořit v dunajském prostoru soustavu hospodářské a kulturní spolupráce při vzájemné úctě ke svobodě a nezávislosti. Vyslanec vyslovil radost, že nastupuje své místo v Rakousku ve chvíli, kdy byly hospodářské vztahy obou států postaveny na novou základnu.
Vídeňské noviny, ve Vídni 21. září 1936, s. 1

### Rakouská druhá republika
Ve druhé republice se československé politické strany v Rakousku již ve volebních kampaních neobjevily. Po československém únorovém puči v roce 1948 došlo v české menšině k ideologickému rozpolcení. Mezi hlavní aktéry prokomunistického ovlivňování krajanů v Rakousku patřily:
- Mezinárodní oddělení ÚV KSČ (Internationale Abteilung des Zentralkomitees der Kommunistischen Partei der Tschechoslowakei)
- Československý ústav zahraničí (Tschechoslowakisches Auslandsinstitut)
- Ministerstvo zahraničních věcí ČSSR a velvyslanectví ve Vídni (Außenministerium und Gesandtschaft in Wien)
- Československá sekce Komunistické strany Rakouska (Tschechoslowakische Sektionen der KPÖ).

Mezinárodnímu oddělení ÚV KSČ byly podřízeny všechny instituce, pěstující zahraniční kontakty. Vedle organizátorské činnosti realizovalo rozsáhlou propagandu prostřednictvím tiskovin a zahraničního vysílání Československého rozhlasu. Československý institut zahraničí, který se dostal pod komunistický vliv, rozhodoval nejen o reemigraci Čechů a Slováků, ale v jeho dikci ležela také propagace socialistického Československa v kapitalistických zemích, propagace mezi krajany a ostatními obyvateli v zahraničí. Ministerstvo zahraničních věcí v Praze a velvyslanectví ve Vídni se stalo dalším propagandistickým hráčem, v němž komunisté upevnili své síly propuštěním neloajálních pracovníků. Československá sekce KPÖ se angažovala při zakládání prokomunistického Sdružení Čechů a Slováků v Rakousku. Ačkoliv se čeští sociální demokraté ve Vídni na různých úrovních komunistickému vlivu bránili, vztah mezi těmito dvěma politickými proudy byl veskrz agilní.

#### Československý ústřední výbor ve Vídni
Nástupnickým orgánem meziválečné „Menšinové rady” se stal v dubnu 1945 „Československý ústřední výbor ve Vídni”, dále ČSÚV), který okamžitě začal prověřovat chování obyvatel české menšiny v době nacistického režimu a na základě provedených kladných výsledků šetření vydával tzv. zelené průkazy (Grüne Ausweis). Tyto legitimace platily jako provizorní osobní dokument a byly předpokladem pro reemigraci do poválečného Československa. ČSÚV byl rovnocenným orgánem československým národním výborům. V Praze byl zřízen pomocný orgán „Reemigrační kancelář rakouských Čechů a Slováků”.
Právě otázka reemigrace nastolila u české menšiny první politický konflikt. Vídeňským komunistům se nezamlouvala sociální skupina reemigrantů, která se rekrutovala především z městských živnostníků a samostatně výdělečných obyvatel. Bedřich Smetana, předseda Osidlovací komise ÚV KSČ zřídil v roce 1946 vlastní Reemigrační komisi a kompetence ČSÚV převzalo v Praze ministerstvo sociální péče. Nadále se mělo vybírat k přesídlení ze sociální vrstvy námezdních dělníků. V roce 1947 byla celá akce ukončena. Z vybraných 30 000 rakouských Čechů a Slováků přesídlilo do Československa do roku 1949 jen kolem 10 000 Čechů.
Další konflikt nastal po zřízení „Akčního výboru” ČSÚV, který se snažil pracovat v intencích československých komunistických akčních výborů. Po dlouhých tahanicích se podařilo komunistům do čela ČSÚV postavit komunistického předáka Františka Pakostu a obsadit většinu míst ve výboru. Tím byla narušena zásada nadstranickosti a problém se rozhořel nanovo. Nakonec ÚV KSČ označil „ČSÚV” za reakcionářské hnízdo, zrušil zelené průkazy a považoval výbor pro další uplatňování komunistického vlivu za nevyhovující. Kulturní, sociální a sportovní organizace, stojící na straně svobodně a demokraticky smýšlejícího tábora, se připojily k „Menšinové radě” (Minderheitsrat), obnovené v roce 1951. Myšlenky na zřízení nadstranické organizace ve Vídni, skrze kterou by se dalo českou menšinu usměrňovat, se ale nevzdalo jak mezinárodní oddělení ÚV KSČ tak i Vídenští čeští komunisté.

#### Sdružení Čechů a Slováků v Rakousku
V září 1949 bylo založeno Sdružení Čechů a Slováků v Rakousku (dále „Sdružení”), tedy v době, kdy už bylo komunistům jasné, že se jim nepodaří získat vliv nad ČSÚV a přetvořit ho do podoby, z které by jasně vyzařoval pozitivní vztah k československému socialistickému zřízení. „Sdružení” mělo být trumfem v rukávu a jeho oficiální cíle představovaly spojení všech v Rakousku žijících Čechů a Slováků za účelem kulturních, tělovýchovných a sociálně-charitativních činností a pěstování přátelských kontaktů s ČSSR. Dalibor M. Krno, velvyslanec ČSSR ve Vídni a slovenský důvěrník Vladimíra Clementise, dokonce hovořil o znovuzrození české menšiny. Zdání nadstranickosti měl v čele „Sdružení” vzbuzovat nestraník, zbytek důležitých postů ale drželi komunisté, kteří také ve volbách svými kandidáty (Oskar Blažek, Pavel Salajka nebo František Pakosta) podporovali Komunistickou stranu Rakouska (Komunistischer Partei Österreichs, KPÖ).
Větší význam (než spolupráce s rakouskými komunisty) pro „Sdružení” představovala podpora ze strany ČSSR. Už na začátku prosince 1949 byla na návrh Vídeňských českých komunistů zrušena finanční podpora „Českému srdci” jako hlavnímu podporovateli ČSÚV, knihovna „Sdružení” obdržela nové knihy, každoroční vánoční nadílku a všechny finanční prostředky, které dosud dostával ČSÚV, byly přiděleny „Sdružení”. V roce 1950 se KSČ nakonec rozhodla všechny finanční podpory ostatním českým organizacím a spolkům v Rakousku zastavit a nadále finančně dotovat jen „Sdružení”, které v roce 1955 sdružovalo 5 000 členů (přibližně ⅓ české menšiny).
Právě dotace se mnohdy staly motivačním faktorem, který přivedl do prokomunistického tábora i další organizace. Pod zastřešujícím „Sdružením” s Prahou kooperovaly: amatérské divadlo „Vlastenecká omladina” (Sebastianplatz 3), vídeňská sekce „Klub československých turistů” (Sebastianplatz 3), spolek „Národní dům” (Sebastianplatz 3), fotbalový klub „SK Slovan-Hütteldorfer AC”, Školský spolek Komenský (Sebastianplatz 3), Sokol I/V (Sebastianplatz 3), Sokol X (Angeligasse 21). Finanční podpory přicházely často přes velvyslanectví nebo skrze KPÖ a její stranické firmy nebo přes podniky zahraničního obchodu (např. r. 1949 vánoční subvenci kolem 51 000 šilinků, kterou KPÖ „Sdružení” vyplatila, poslal přes velvyslanectví ve Vídni podnik zahraničního obchodu Omnipol).
Rok 1952 byl pak zase jednou mezníkem v životě naší župy. Ukončili jsme vazbu k ještě existující, ale komunisty ovládané ČOS. Stali jsme se členem „Ústředí československého Sokolstva v zahraničí”. Tím jsme jasně vytyčili náš úkol, směr a cíl. Na mimořádné a velmi rušné valné hromadě župy dne 12. července 1952 v Národním domě na Turnergasse (XV. okres) došlo k odloučení 4 jednot, které z různých důvodů hledaly spolupráci s Prahou. Jedna jednota našla dosti brzo cestu zpět do župy. Nejstarší jednota „Sokol Vídeň I” a „Sokol Vídeň V”, spojené svého času v jednotu „Sokol Vídeň I/V”, společně s jednotou „Sokol Vídeň X” cestu zpět do župy nenašly.
Dějiny Sokolské župy Rakouské

#### Československá emigrace a exil

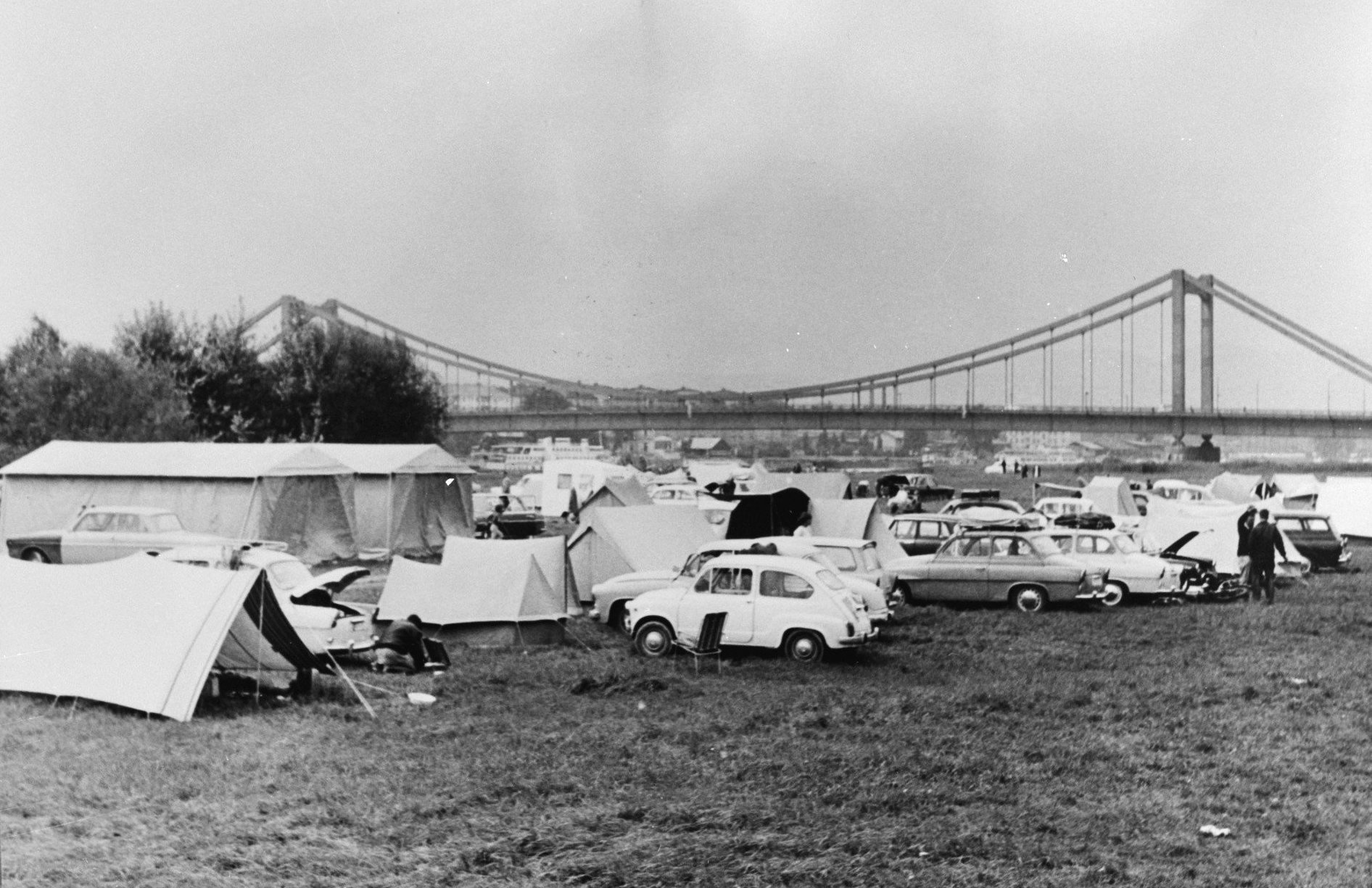
Český uprchlický tábor u mostu Reichsbrücke 26. srpna 1968

Po invazi sovětských vojsk do Československa pobývalo v Rakousku 162 000 českých a slovenských turistů, z nichž se 129 000 vrátilo do vlasti a více než 7 000 osob požádalo ještě v témže roce o azyl (o rok později téměř 10 000 československých občanů). Většina z těchto 17 000 lidí zůstala v Rakousku, hlavně ve Vídni. Z valné části se jednalo o mladé lidi a intelektuály, kteří se nepřikláněli ani k jednomu výše jmenovanému politickému milieu. V roce 1972 založili vlastní organizace „Český katolický klub” a „Nová vlast”, v roce 1974 „Kulturní klub Čechů a Slováků v Rakousku”, který se stal pro mnohé uprchlíky první záchrannou instancí.
To se později týkalo i příchozích signatářů Charty 77, československého undergroundu (např. Miroslav Skalický, Dáša Vokatá) a mnoha českých exulantů. Většina z nich nebyla ani ochotna se z důvodů svých politických zkušeností v ČSSR do stávajících spolkových struktur integrovat. Jejich útočištěm se stal koncem 80. let vídeňský klub „Nachtasyl” (Noční azyl) Jiřího Chmela. V roce 1993 otevřel Jiří Chmel v přízemí stejné budovy klub „Tagasyl” (Denní azyl), kde se pravidelně konají výstavy.
Z Nachtasylu se rychle stal populární vídeňský klub, významné místo pro setkávání českých emigrantů ve Vídni a místo, kde dál žil československý kulturní underground. V klubu vystupovalo mnoho známých exilových hudebníků jako například Karel Kryl, Svatopluk Karásek nebo Vlastimil Třešňák, mohli zde vystavovat malíři a konala se tam různá čtení. Mezi stálé hosty patřil například spisovatel Pavel Kohout a také pozdější český ministr zahraničí Karel Schwarzenberg.
Goethe-Institut Praha, Vídeňský klub plný Čechů, 2014

## Tiskový orgán české menšiny
V roce 1926 byl deník „Dělnické listy / Arbeiter Blätter“ (tiskový orgán Československé sociálně-demokratické strany dělnické v Rakousku/ Tschechoslowakische Sozialdemokratische Arbeiterpartei Österreichs) přejmenován na „Vídeňské dělnické listy“ a tiskárna Antonína Macháta list vydala naposledy 12. února 1934, kdy došlo pod tlakem občanské války k zákazu veškerého sociálně-demokratického tisku. Jejich nástupcem se staly „Vídeňské noviny”. Vedle toho vycházela periodika různých spolků; „Rakouský obzor” Školského spolku Komenský, vycházel až do roku 1922 samostatně a později jako příloha „Dunaje”, „České srdce”, tiskový orgán stejnojmenného sociálního spolku, rozšiřovaný též jako příloha. V roce 1928 bylo vydávání obou časopisů ukončeno. Od roku 1922 vycházel pro školní mládež časopis „Útěcha” (Trost)“, nejprve jako měsíčník a později 10× ročně. Jeho vydávání bylo ukončeno s rozpuštěním Školského spolku Komenský v roce 1941. Dne 9. srpna 1933 promluvil k české menšině v rakouském rozhlase „Radio Verkehrs AG” (RAVAG) František Melichar.

### Vídeňské noviny
V letech 1934–1941 vycházel list československého lidu v Rakousku Vídeňské noviny. První číslo vyšlo dne 28. února 1934. „Vídeňské noviny”, vycházely v českém jazyce a měly sloužit všem vrstvám české menšiny. Kladly si za cíl informovati objektivně a spolehlivě příslušníky menšiny o všech význačných událostech v Rakousku i v zahraničí, zvláště v československé republice. Nejprve vycházely dvakrát týdně ve středu a v sobotu. V prodeji stály 20 grošů.
Dnes, kdy máme vybaveno školství, jest zapotřebí, aby posílen byl cit národní sounáležitosti ve všech příslušnících menšiny, mají-li tyto „Stánky kultury” ještě dlouho sloužit! za duševní dílnu československým dětem. Zveme proto ke spolupráci všecky, kdož souhlasí s vytčenými zásadami a mají zájem na tom, aby naše menšina vyšla z otřesů dnešní doby neoslabena. Zveme nejen ke spolupráci redakční, ale zvláště při rozšiřování Vídeňských novin mezi československým lidem ve Vídni a v Rakousku vůbec. Začínáme s holýma rukama. Nemáme ničeho, nežli vůli a chuť k práci.
Vídeňské noviny, ve Vídni 28. února 1934
Od března 1934 vycházel list třikrát týdně v úterý, ve čtvrtek a v sobotu, jednotlivá čísla stála 20 grošů a týdenní předplatné 60 grošů. Nakonec se jeho vydávání ustálilo a až do roku 1941 vycházel v pondělí, v úterý, ve středu a ve čtvrtek. V neděli vycházela příloha „Vídeňské nedělní noviny”. Týdenní předplatné činilo 75 grošů a měsíční 3 šilinky. Majitelem, vydavatelem a nakladatelem byl Jakub Starý (Vídeň, Wattgasse 98), odpovědným redaktorem František Vyhnal, (Vídeň, Hannovergasse 7) a tiskly se v Lidové knihtiskárně Antonína Macháta a spol. (Vídeň, Margaretenplatz 16).
Dne 14. března 1938 vydaly Vídeňské noviny na titulní stránce prohlášení o loajalitě k nastupujícímu NS-zřízení. Nadále vycházely jako tiskový orgán české národní skupiny «Ostmark». Redakce, administrace a výpravna tisku se nacházela dále ve Vídni v V. okrese na Margaretenplatz číslo 7. Hlavním redaktorem byl Josef Petrů, za inzerci zodpovídal Čeněk Sahánek. Cena výtisku činila 10 Rpf, týdenní předplatné 50 Rpf, měsíční s nedělní přílohou 2 RM a do ČSR mimo poštovného 16 Kč (později do Protektorátu Čechy a Morava 20 korun).
Také československá menšina v Rakousku hledí své budoucnosti vstříc s důvěrou. Její příslušníci byli vždy pamětlivi slov nejvyšších představitelů svého národa, že v dnešní době je důležité si uvědomiti, že podmínkou každého národního hnutí krajanského jest, že zahraniční krajané pokládají za absolutně nesporný a samozřejmý předpoklad svého trvání a aktivity v jiném státě naprostou a bezpodmínečnou loyalitu vůči němu. Příslušníci naší menšiny si byli zásady této vždycky vědomi a podle ní se řídili. Tak tomu bude i napříště. Věříme, že hnutí, které vepsalo na svůj štít znovu dobytí rovnoprávnosti a mezinárodní úcty svému národu, bude mít pochopení pro kulturní potřeby naši menšiny.
Vídeňské noviny, ve Vídni, 14. března 1938
Vzhledem k tomu, že život české menšiny úzce souvisel se sokolskou tělovýchovou (Sokolská župa Dolnorakouská), jejíž činnost byla v Protektorátu Čechy a Morava přípisem říšského protektora Konstantina von Neuratha z 12. dubna 1941 zastavena (celého svazu, žup, jednot i připojených spolků), došlo také ve Vídni k zastavení činnosti všech českých spolků a k ukončení vydávání tiskovin. Zákaz platil i pro vznik nových náhradních organizací nebo pro hromadný přestup členů Sokola do jiných organizací. Poslední číslo Vídeňských novin vyšlo ve čtvrtek 8. prosince 1941.

### Vídeňské svobodné listy
Následnickým tiskovým orgánem se staly Vídeňské svobodné listy, které vycházely od roku 1946. Únorový komunistický puč v roce 1948 českou menšinu ideologicky rozdělil. Už v květnu 1948 začaly vycházet prokomunistické Vídeňské menšinové listy, založené „Sdružením Čechů a Slováků v Rakousku”, podporované nastolenou komunistickou vládou v ČSSR a redigované Františkem Pakostou (bývalým redaktorem vídeňského komunistického listu Průkopník svobody). „Menšinová rada české a slovenské větve v Rakousku”, která se od komunistického režimu v ČSSR distancovala, vydávala nadále „Vídeňské svobodné listy”.
Profesor Karl V. Matal (* 1923 Vídeň, † 2001 Vídeň), funkcionář rakouského odborového svazu Österreichischer Gewerkschaftsbund a novinář, vydával od roku 1947 časopis „Bohemica Viennensia”. Pro české menšiny v zahraničí vycházel týdeník Československý svět a jeho ročenka Krajanský kalendář, které vydával prokomunistický Československý ústav zahraničí (Tschechoslowakisches Auslandsinstitut).
Časopis Paternoster (s podtitulem Malá revue pro umění a kritiku) vycházel ve Vídni třikrát až čtyřikrát ročně v letech 1983–1992. Vídeňským vydavatelem byl Zbyněk Benýšek, pražská čísla vydal Paternoster; v redakci pracovali Jana Stárková (1984-90), Vladimír Bouček (1990) a Miroslav Toušek (1991-92). V redakční radě působily významné osobnosti českého kulturního exilu i nezávislé domácí kulturní scény. List vycházel s finanční podporou Nadace Charty 77.
Po sametové revoluci probíhala mezi oběma ideologickými proudy jednání o společném vystupování české menšiny. V roce 1999 zastavil redaktor Miroslav Brožák vydávání „Vídeňských menšinových listů”. Vedle Vídeňských svobodných listů, vychází od roku 1981 Kulturní měsíčník Čechů a Slováků v Rakousku – „Klub” (Monatszeitschrift für Kultur der Tschechen und Slowaken in Österreich), vydávaný Kulturním klubem Čechů a Slováků v Rakousku (Kulturklub der Tschechen und Slowaken in Österreich). Školský spolek Komenský (Schulverein Komenský) vydává časopis „Česká a slovenská Vídeň dnes ”(Tschechisches und slowakisches Wien heute) a od roku 2002 ročenku „Kalendář” (Kalender).

## Školství
Vídeňský spolek Komenský zajišťuje ve svých školách dvojjazyčnou výuku, a to na úrovni mateřské školy, základní školy a reálného gymnázia.

## Podpora české menšiny
Boj o zlepšení financování
Školy - mateřská a obecná škola na Sebastianplatz 3 a reálné gymnázium v Schützengasse 31 - již několik desetiletí bojují o zlepšení financování škol ze strany rakouské vlády. Usilovně se snaží o získání ročního příspěvku na žáka a provoz, což je 2500 - 3000 eur dle dané spolkové země Rakouska. V této částce nejsou započítány platy učitelů.
Karel Hanzl, starosta Školského spolku Komenský, Rádio Dráťák, 10.9.2018

### Spolupráce v oblasti kultury, školství, vědy, mládeže a sportu mezi Rakouskem a Českou republikou
Dohoda mezi vládou Rakouské republiky a vládou České republiky o spolupráci v oblasti kultury, školství, vědy, mládeže a sportu byla uzavřena 21. listopadu 2008. Školský spolek Komenský, který je nositelem vzdělávání české menšiny ve Vídni, je finančně podporován z rakouských veřejných prostředků na třech úrovních:
- platy učitelů jsou zajišťovány formou tzv. živé dotace („lebende Subvention“) z prostředků spolkového ministerstva školství (Bundesministeriums für Unterricht, Kunst und Kultur),
- provoz školy z podpory Úřadu spolkového kancléře a města Vídně.

Dotace z Úřadu spolkového kancléře na podporu národnostních menšin nejsou určeny pro vzdělávací účely a Školský spolek Komenský získává přibližně 75% zamýšlené podpory na základě toho, že se ostatní spolky svého dílu vzdaly ve prospěch zachování školy.
| ROK  | Úřad spolkového kancléře | Město Vídeň MA10 | Město Vídeň celkově |
| ---- | ------------------------ | ---------------- | ------------------- |
| 2006 | 286.732,03 €             | 54.697,02 €      | 50.000,00 €         |
| 2007 | 411.550,36 €             | 62.942,88 €      | 149.750,00 €        |
| 2008 | 415.270,00 €             | 93.127,25 €      | 150.000,00 €        |
| 2009 | 391.397,00 €             | 228.455,89 €     | 149.300,00 €        |

| ROK  | Česka menšina | Slovenská menšina | Maďarská menšina | Celkem       |
| ---- | ------------- | ----------------- | ---------------- | ------------ |
| 2006 | 286.732,03 €  | -                 | -                | 286.732,03 € |
| 2007 | 364.691,36 €  | 39.355,00 €       | 7.504,00 €       | 411.550,00 € |
| 2008 | 281.690,00 €  | 50.100,00 €       | 83.480,00 €      | 415.270,00 € |
| 2009 | 308.377,00 €  | 50.000,00 €       | 33.020,00 €      | 391.397,00 € |

### Podpora národnostních menšin Úřadu rakouského spolkového kancléře
Úřad spolkového kancléře (oddělení pro záležitosti národnostních menšin) poskytuje každoročně na základě žádosti podporu české menšině (Volksgruppenförderung, zkratka VoGrF). Právním podkladem pro podporu národnostním menšinám se stal spolkový zákon č. 396 ze dne 7. července 1976 o právním postavení národnostních menšin v Rakousku (Volksgruppengesetz, zkratka VoGrG) Většinu finanční podpory pro českou národnostní menšinu obdržel Školský spolek Komenský pro udržení a provoz bilingvní školy jako centrální platformy pro uchování a osvojování českého jazyka. U české národnostní skupiny má tělovýchova více než stoletou tradici, takže i současná sportovní aktivita se odehrává převážně ve spolku Sokola. Ke snížení dotací v roce 2005 (2004: 24 750 EUR, 2005: 19 230 EUR) došlo v důsledku provádění archivačních a renovačních prací, na které Sokol čerpal dotace z jiných zdrojů. Obdobně tomu bylo i v roce 2006, kdy čerpal na přestavby finanční dotace z fondů České republiky. Školský spolek Komenský získal v roce 2004 165 924,58 € na renovace; v roce 2005 to bylo 51.650,00 € a v roce 2006 46.470,00 €.
| ROK                        | 2004         | 2005         | 2006        |
| -------------------------- | ------------ | ------------ | ----------- |
| Hudba                      | 1.000,00 €   | 0,00         | 0,00        |
| Tiskoviny                  | 54.750,00 €  | 50.486,00 €  | 53.470,00 € |
| Zřízení webových stránek   | 0,00         | 300,00 €     | 1.500,00 €  |
| Audio & Video              | 4.050,00 €   | 0,00         | 0,00        |
| Kulturní akce              | 7.900,00 €   | 5.550,00 €   | 2.750,00 €  |
| Konference / Kurzy         | 13.800,00 €  | 8.300,00 €   | 8.300,00 €  |
| Lidový tanec               | 0,00         | 1.000,00 €   | 1.200,00 €  |
| Sport                      | 24.750,00 €  | 19.230,00 €  | 19.400,00 € |
| Výdaje na kroje            | 0,00         | 0,00         | 0,00        |
| Výdaje na hudební nástroje | 0,00         | 0,00         | 0,00        |
| Nákup knih                 | 0,00         | 0,00         | 0,00        |
| Divadlo                    | 4.500,00 €   | 5.980,00 €   | 6.700,00 €  |
| Národnostní výzkum         | 0,00         | 4.690,00 €   | 0,00        |
| Renovace                   | 165.924,58 € | 51.650,00 €  | 46.470,00 € |
| Péče o děti a mládež       | 5.800,00 €   | 5.800,00 €   | 6.000,00 €  |
| Celkem                     | 282.474,58 € | 152.986,00 € | 145.790,00  |

| ROK                          | 2004         | 2005         | 2006         |
| ---------------------------- | ------------ | ------------ | ------------ |
| Nájemné a náklady na provoz  | 57.810,00 €  | 34.294,00 €  | 37.710,00 €  |
| Zaměstnanci                  | 139.900,00 € | 180.220,00 € | 180.000,00 € |
| Telefon & Internet           | 0,00         | 0,00         | 0,00         |
| Kancelářské výdaje           | 0,00         | 0,00         | 0,00         |
| Servis a opravy              | 0,00         | 0,00         | 0,00         |
| Přepravní náklady a poštovné | 0,00         | 0,00         | 0,00         |
| Technika                     | 0,00         | 0,00         | 0,00         |
| EDV-nákup                    | 50,00        | 0,00         | 0,00         |
| Vybavení a přístroje         | 14.600,00 €  | 14.100,00 €  | 18.600,00 €  |
| Celkem                       | 212.360,00 € | 229.114,00 € | 236.310,00 € |

| ROK  | Dotace VoGrG | Ostatní dotace | Financování projektů | Celkem       |
| ---- | ------------ | -------------- | -------------------- | ------------ |
| 2011 | 382.100,00 € | 67.234,00 €    | -                    | 449.334,00 € |
| 2012 | 381.930,00 € | 29.500,00 €    | -                    | 411.430,00 € |
| 2013 | 382.095,00 € | -              | 5.000,00 €           | 387.095,00 € |
| 2014 | 382.100,00 € | 73.380,00 €    | -                    | 455.480,00 € |
| 2015 | 382.100,00 € | -              | -                    | 382.100,00 € |
| 2016 | 382.100,00 € | -              | 10.000,00 €          | 392.100,00 € |

#### Dotace pro českou národnostní menšinu v roce 2017
Česká národnostní menšina obdržela v roce 2017 celkem € 402.770,-, jednalo se o 9 příjemců a 84% této podpory obdržel Školský spolek Komenský. Strukturální podpora byla využita na platy zaměstnanců (pedagogů a pedagožek v družině / Pädagoginnen und Pädagogen für Nachmittagsbetreuung), provozní náklady školy a náklady na pronájem tří tělocvičen a renovaci. V kategorii pro média bylo 55% finančních prostředků věnováno na projekty se zaměřením na děti a mládež, především na publikaci české / vícejazyčné školní ročenky a na školní časopis.
V oblasti vzdělávání byl financován bilingvní zimní a letní tábor pro děti a mládež, dále pak interkulturní projekt pro mládež, jehož cílem bylo naučit se první kroky k tvorbě odborných televizních a rozhlasových příspěvků. V oblasti kultury šlo 68% na divadelní projekty, zbývající prostředky byly věnovány výhradně projektu pro děti a mládež, který se zaměřuje na výuku lidového tance, lidové hudby a lidového zpěvu. Ve sportovní oblasti se jednalo o dotování české a vícejazyčné výuky (trenérů) při sportovním tréninku dětí a mládeže.
| Česká národnostní menšina                         | Spolek / Organizace | Kulturní projekty | Celkem       |
| ------------------------------------------------- | ------------------- | ----------------- | ------------ |
| Katholische Mission für Tschechen in Wien         | 15.000,00 €         | -                 | 15.000,00 €  |
| Kulturní klub Čechů a Slováků v Rakousku          | 10.000,00 €         | -                 | 10.000,00 €  |
| Menšinová rada Čechů a Slováků v Rakousku         | 20.000,00 €         | -                 | 20.000,00 €  |
| Školský spolek Komenský                           | 318.450 €           | 20.670,00 €       | 339.120,00 € |
| Tělocvičná jednota Sokol-Vídeň III/XI             | 1.400,00 €          | -                 | 1.400,00 €   |
| Tělocvičná jednota Sokol Vídeň X                  | 2.900,00 €          | -                 | 2.900,00 €   |
| Československý pěvecký spolek „LUMÍR ”            | 2.000,00 €          | -                 | 2.000,00 €   |
| Tschecho-Slowakisch-Österreichisches Kontaktforum | 6.900,00 €          | -                 | 6.900,00 €   |
| Celkem                                            | 382.100,00 €        | 20.670,00 €       | 402.770,00 € |
| Slovenská národnostní menšina                     | Spolek / Organizace | Kulturní projekty | Celkem       |
| Školský spolek Komenský                           | -                   | 32.870,00 €       | 32.870,00 €  |

| Dotační kategorie      | Dotace v euru | Dotace v procentech |
| ---------------------- | ------------- | ------------------- |
| Strukturální podpora   | 281.950,00    | 70,00%              |
| Náklady na zaměstnance | 120.000,00    | 29,79%              |
| Věcné náklady          | 119.400,00    | 29,64%              |
| Investiční náklady     | 42.550,00     | 10,56%              |
| Financování projektů   | 120.820,00    | 30,00%              |
| Média                  | 69.400,00     | 17,23%              |
| Vzdělávání             | 30.270,00     | 7,52%               |
| Kultura                | 18.250,00     | 4,53%               |
| Sport                  | 2.900,00      | 0,72%               |
| Celkem                 | 402.770,00    | 100,00%             |

### Granty města Vídně privátním školám
Dne 11. listopadu 2009 podal Školský spolek Komenský žádost o udělení grantu na celkovou rekonstrukci školní budovy v Schützengasse 31 (bilingvní reálném gymnáziu Školského spolku Komenský), o jehož přidělení rozhodla městská rada ve Vídni 18. prosince 2009. Na stavební náklady obdržel Školský spolek Komenský dotaci ve výši 1 milion EURO. Pro plánovanou rekonstrukci obdržela škola kromě dotace od města Vídně také podporu z fondu spolkového kancléřství Rakouské republiky pro národnostní menšiny a taktéž 1 milion EURO a od rakouského ministerstva školství, umění a kultury. Audit kontrolního úřadu (Kontrollamt) konstatoval, že celkové stavební náklady činily 5 011 847,49 EURO, přičemž dotace na rekonstrukci z fondu pro národnostní menšiny a ministerstva školství, umění a kultury zůstaly nezměněny a dotace města Vídně byly navýšeny o dalších 66 815,33 EURO. V letech 2014–2017 poskytlo město Vídeň Školskému spolku Komenský na provoz vzdělávací instituce 550 000 EURO (kolem 14 milionů korun).

### Česká republika - Program podpory českého kulturního dědictví v zahraničí
Podle tiskového odboru ministerstva zahraničí je vídeňská škola Českou republikou podporována od roku 1993. V letech 1997–1998 obdržel Školský spolek Komenský z Programu zahraniční rozvojové pomoci od vlády ČR 15 milionů Kč na rekonstrukci budov. Od roku 2006 je dotování krajanských spolků součástí dlouhodobého vládního Programu podpory českého kulturního dědictví v zahraničí. O pokračování Programu podpory českého kulturního dědictví v zahraničí v letech 2011–2015 rozhodla vláda ČR usnesením ze dne 9. dubna 2010 č. 262 a v letech 2016–2020 usnesením vlády ČR ze dne 13. května 2015 č. 348. Program podpory českého kulturního dědictví v zahraničí zahrnuje dílčí programy ležící:
- v gesci resortu MŠTM - lektoráty a Krajanský vzdělávací program (s participací Ministerstva zdravotnictví při poskytování nezbytné zdravotní péče účastníkům studijních a výukových pobytů v ČR do výše 200 tis. Kč ročně)[74]

Podpora Školskému spolku Komenský, náležející do gesce ministerstva školství, mládeže a tělovýchovy, činila podle ČTK v letech 2014–2017 2,9 milionu korun; dva miliony korun obdržel spolek Komenský v roce 2014 na rozvoj školy a v letech 2015–2017 se jednalo o peněžní podporu ve výši třikrát 300.000 korun na výchovně-vzdělávací činnosti. Podle Bohuslava Sobotky obdržela škola z rozpočtu MŠMT také v roce 2012 peněžní dar ve výši 70 tisíc Kč na vybavení učebnicemi a výukovými materiály pro předměty vyučované v češtině.
- v gesci resortu MZV, kde se předpokládá podpora konkrétních kulturních, osvětových a vzdělávacích projektů předložených krajanskými spolky a společnostmi přátel ČR, včetně projektů týkajících se vzdělávání v českém jazyce zejména u mladé generace Čechů v zahraničí, a dále v menší míře podpora projektů oprav a údržby krajanských spolkových objektů, drobných památníků a dalších prvků českého kulturního dědictví v zahraničí. Podpora probíhá formou peněžních darů do zahraničí.

| Příjemce                          | 2006    | 2007    | 2008    | 2009    | 2010    | 2011    | 2012    | 2013    | 2014    | 2015    | 2016    | 2017    | 2018    |
| --------------------------------- | ------- | ------- | ------- | ------- | ------- | ------- | ------- | ------- | ------- | ------- | ------- | ------- | ------- |
| Kontaktforum                      | 100 000 | 100 000 | 100 000 | -       | 95 000  | 104 000 | 100 000 | 80 000  | 80 000  | 80 000  | 100 000 | 120 000 | 120 000 |
| Kulturní klub Č. a Sl. v Rakousku | 150 000 | 170 000 | 260 000 | 209 000 | 235 600 | 200 000 | 200 000 | 150 000 | 130 000 | 130 000 | 200 000 | 200 000 | 200 000 |
| Vlastenecká omladina              | -       | 30 000  | -       | 26 600  | 30 400  | 25 000  | 35 000  | 36 000  | 35 000  | 30 000  | 35 000  | 35 000  | 35 000  |
| Školský spolek Komenský           | 100 000 | -       | 80 000  | 78 850  | -       | 35 000  | 35 000  | 20 000  | 15 000  | 15 000  | 15 000  | 25 000  | 25 000  |
| Kunstkollegium                    | 40 000  | 50 000  | -       | -       | -       | -       | -       | -       | -       | -       | -       | -       |         |
| Don Bosco Klub                    | -       | 20 000  | -       | 19 000  | -       | 20 000  | -       | 30 000  | -       | -       | -       | -       |         |
| Sokol XVI-XVIII, Vídeň            | -       | 8 000   | -       | 9 500   | -       | -       | -       | -       | -       | -       | -       | -       | -       |
| Veselá škola (družina)            | -       | -       | -       | -       | -       | -       | -       | -       | -       | 20 000  | 20 000  | 30 000  | 30 000  |
| Menšinová rada                    | -       | -       | -       | -       | -       | -       | -       | -       | -       | -       | 150 000 | -       | -       |
| Prolingua - jazykové služby       | -       | -       | -       | -       | -       | -       | -       | -       | -       | 5 000   | 20 000  | -       | -       |

Z tohoto programu obdrží Školský spolek Komenský od MZV každoročně peněžní dar na školní časopis („Česká a slovenská Vídeň dnes”), případně i školní ročenku („Kalendář”). Za posledních 15 let se jednalo o částku 618.850 Kč. Podle zprávy ČTK zaslalo MZV v letech 2016–2018 Komenského škole dalších 3,3 milionu korun (3× 40 tis. EURO) na dokončení rekonstrukce tělocvičny. Usnesením Vlády České republiky č. 840 ze dne 12. prosince 2018 byly schváleny peněžní dary na podporu projektů krajanských spolků a společností přátel České republiky v roce 2019.
| Příjemce peněžního daru                             | Peněžní dar v Kč |
| --------------------------------------------------- | ---------------- |
| Akademický spolek Vídeň                             | 15 000,00        |
| Spolek VŠE Alumni CZ Austria / WU Alumni CZ Austria | 15 000,00        |
| Česko-Slovensko-Rakouské KONTAKTFORUM               | 120 000,00       |
| Menšinová rada                                      | 50 000,00        |
| Kulturní klub Čechů a Slováků v Rakousku            | 150 000,00       |
| Školský spolek Komenský                             | 25 000,00        |
| Vlastenecká omladina                                | 40 000,00        |

### Podpora Jihomoravského kraje
Školský spolek Komenský je finančně podporován také Jihomoravským krajem. Přibližně každé dva roky schválí Jihomoravský kraj na provoz školy rozpočet ve výši 40 000 eur (2011, 2015, 2018 schválil JMK 1 milion korun). S finanční podporou započal hejtman Michal Hašek.
„Bohužel musím konstatovat, že česká vláda v posledních pěti letech poněkud zapomíná na českou krajanskou komunitu v Rakousku – konkrétně ve Vídni. Jihomoravský kraj je už dva roky v živém kontaktu s českým krajanským sdružením také prostřednictvím vídeňského primátora Michaela Häupla, který je šéfem česko-rakouské společnosti přátel. Společně jsme se dohodli na podpoře Komenského spolku ve Vídni, který je zřizovatelem jediné české školy ve Vídni. Jedná se o ústav, který vznikl již v roce 1935 a fakticky obsahuje vzdělání od mateřské školy přes základní školu až po gymnázium, kde jako jediná z krajanských škol ve Vídni nabízí i maturitu. Škola v tuto chvíli prochází rozsáhlou rekonstrukcí, která financována z rozpočtu města Vídně, rakouského spolkového ministerstva školství a Jihomoravský kraj se rozhodl přispět ze svého rozpočtu,“ vysvětlil hejtman Michal Hašek.
www.kr-jihomoravsky.cz, 2012